# Gród na Górze Birów
Gród na Górze Birów – zrekonstruowany gród na wzgórzu Birów na Wyżynie Częstochowskiej we wsi Podzamcze koło Ogrodzieńca. Wzgórze posiada charakterystyczne zwieńczenie w postaci płytkiej niecki, otoczonej licznymi ostańcami skalnymi, tworzącymi po jej zewnętrznej stronie strome urwiska. Dzięki takiemu ukształtowaniu terenu posiadało bardzo dobre cechy obronne. Wzgórze było miejscem osadnictwa wielu różnych kultur.

## Osadnictwo
W wyniku intensywnych prac archeologicznych w jaskiniach i schroniskach skalnych masywu góry ustalono, że pierwszymi mieszkańcami góry byli ludzie ze schyłkowego okresu neolitu lub początku epoki brązu. Archeolodzy znaleźli dowody świadczące o zamieszkiwaniu tutaj pierwszych rolników kultury pucharów lejkowatych, a następnie społeczeństw z kręgów kultury ceramiki sznurowej i kultury łużyckiej. Na przełomie VI i V w. p.n.e. góra była już ośrodkiem skupiającym szereg rozsianych po okolicy osad, które uległy
zniszczeniu podczas najazdu przybyłych tu z południowego wschodu Scytów. Następnie pojawiły się tu plemiona germańskie (prawdopodobnie Wandalowie). Ostatnimi osadnikami, którzy pojawili się w rejonie wzgórza ok. VIII w. n.e., byli Słowianie. Istniała tutaj osada słowiańska, a później gród. Archeolodzy znaleźli jego grodzisko.
Dowodami świadczącymi o zamieszkiwaniu na Birowie ludzi tylu kultur są znalezione przez archeologów artefakty. O pobycie myśliwych z paleolitu świadczą ślady obozowiska, krzemienne narzędzia, kości niedźwiedzia jaskiniowego i ozdoby wykonane z poroża renifera. Dowodem zamieszkiwania ludzi późniejszych kultur są fragmenty glinianych naczyń, przęśliki tkackie, groty strzał, podkowy końskie, elementy nożyc i ozdobnych fibul. Mocnym dowodem istnienia słowiańskiej osady jest datowane na VIII-X wiek naszej ery cmentarzysko kurhanowe w lesie po południowo-wschodniej stronie wzgórza.

## Dzieje grodu
Pod koniec XII wieku, w okresie rozbicia dzielnicowego Polski wybudowano tutaj gród, w którego obronne mury wkomponowano istniejące naturalne skały, brakujące fragmenty uzupełniono kamienno-ziemnym wałem skrzyniowym. Przypuszcza się, że w czasie pokoju przybywało w nim kilkunastu wojów, w czasie zagrożenia zwiększano stan liczebny załogi. Wojowie mieszkali prawdopodobnie w wykonanych ze skór namiotach.
Dużego znaczenia militarnego nabrała góra w XIII lub na początku XIV w., w czasach rozbicia dzielnicowego, a następnie walk zjednoczeniowych w czasach Władysława Łokietka. Została ona ufortyfikowana poprzez budowę wału kamienno-drewnianego, odcinającego jedyny łatwy dostęp na nachylony majdan od strony południowo-wschodniej. Pozostawiono jedynie wejście przez szczelinę skalną od strony zachodniej. Później, w trakcie rozbudowy fortyfikacji, umocniono to wejście przez budowę kamiennego muru z furtą. Tak ufortyfikowany, gród pełnił funkcję polskiej strażnicy nad granicą ze Śląskiem, wówczas już w większości czeskim. Został też zniszczony w pierwszej połowie XIV wieku, podczas walk Władysława Łokietka z Czechami. Podczas zdobywania grodów w owym czasie używano zapalających strzał z łuków i [kusz, a drewniane elementy konstrukcji były podatne na ogień, którego nie było czym gasić – w grodzisku brak było bowiem wody. Archeolodzy znaleźli spalone resztki konstrukcji grodu, groty strzał i bełtów, noże bojowe, fragmenty mieczy i toporów, a także dobrze zachowany srebrny grosz praski Wacława II.

## Obecny gród
Po spaleniu gród nie został odbudowany. Jego rolę przejął niedługo potem wybudowany, pobliski, murowany z kamienia Zamek w Ogrodzieńcu. Z czasem pozostałości grodu na Górze Birów uległy w terenie zatarciu. O istnieniu tutaj grodu dowiedziano się dopiero po przeprowadzeniu w latach 90. XX wieku prac archeologicznych. Podjęto decyzję o jego odbudowie i od 2018 r. gród został udostępniony do zwiedzania. Wybudowano wieżę bramną z wałem izbicowym, chatę, w której mieszkał wódz oraz wieżę strażniczą i obserwacyjno-obronną. W gablotach zgromadzono znalezione przez archeologów artefakty, pozwalające odtworzyć życie codzienne Słowian z tego okresu. Uzupełnienie stanowi niewielka ekspozycja geologiczna, prezentująca m.in. skamienieliny – amonity i belemnity.

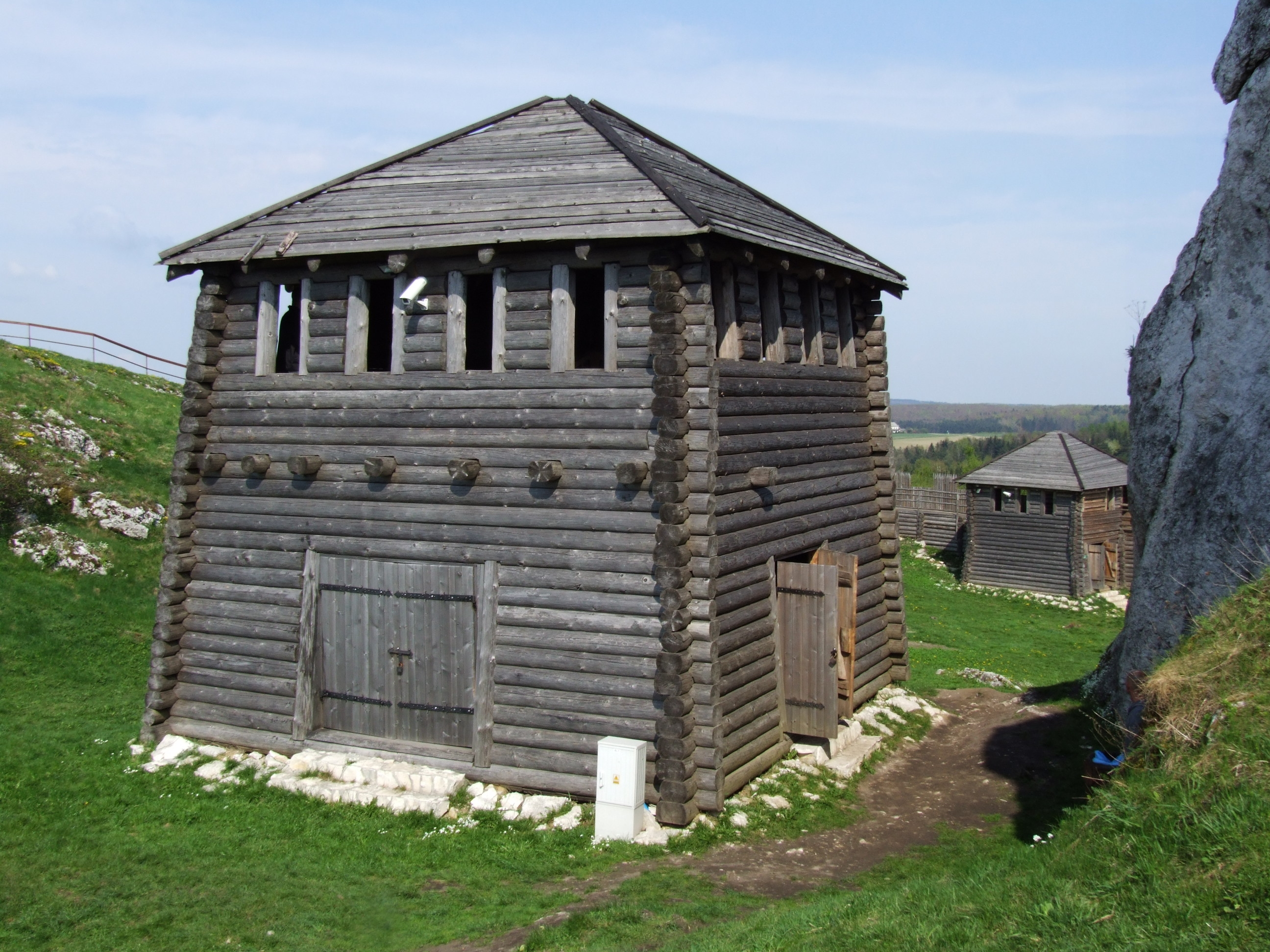
Rekonstrukcja grodziska na Górze Birów
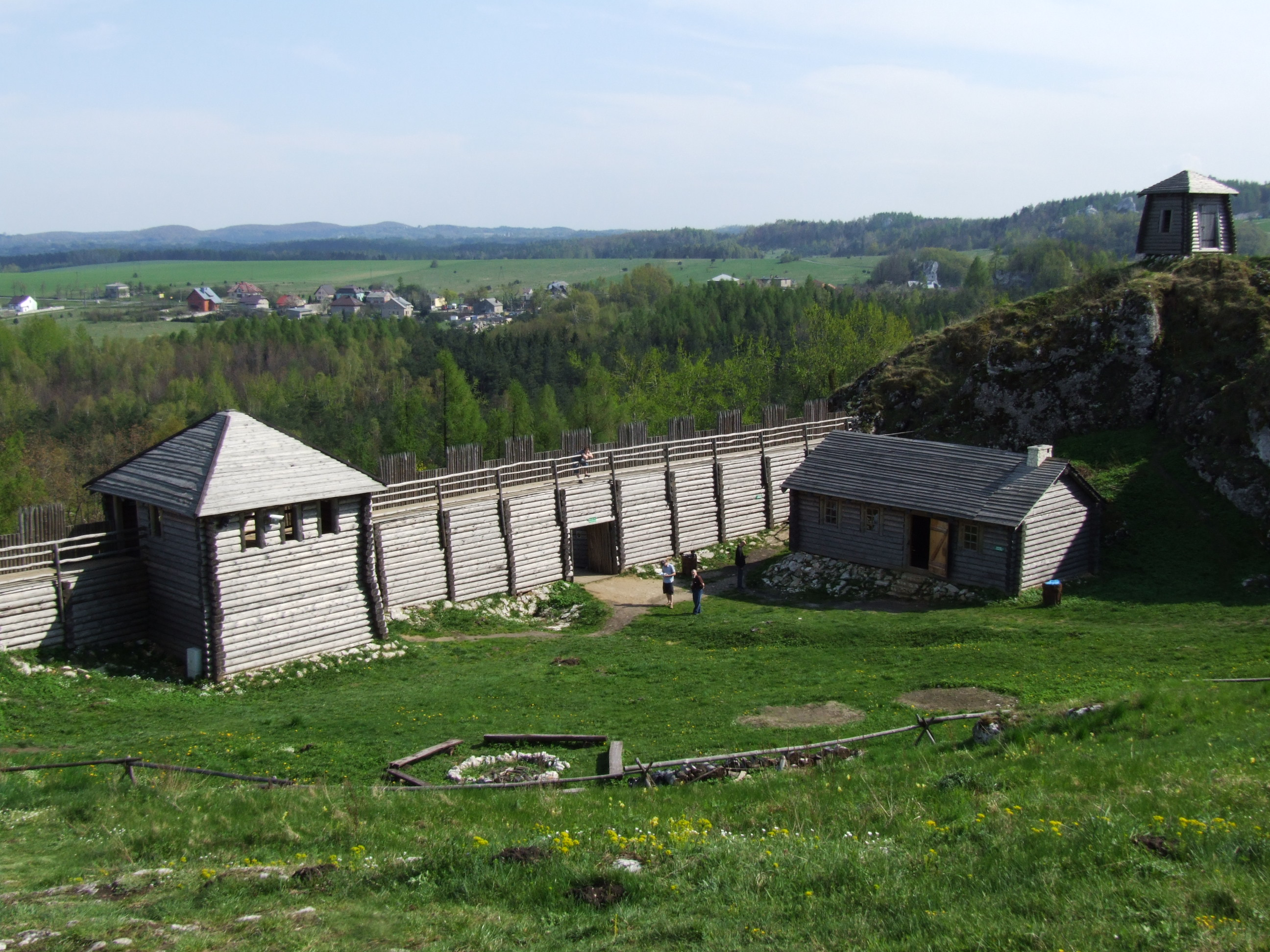
Rekonstrukcja grodziska na Górze Birów
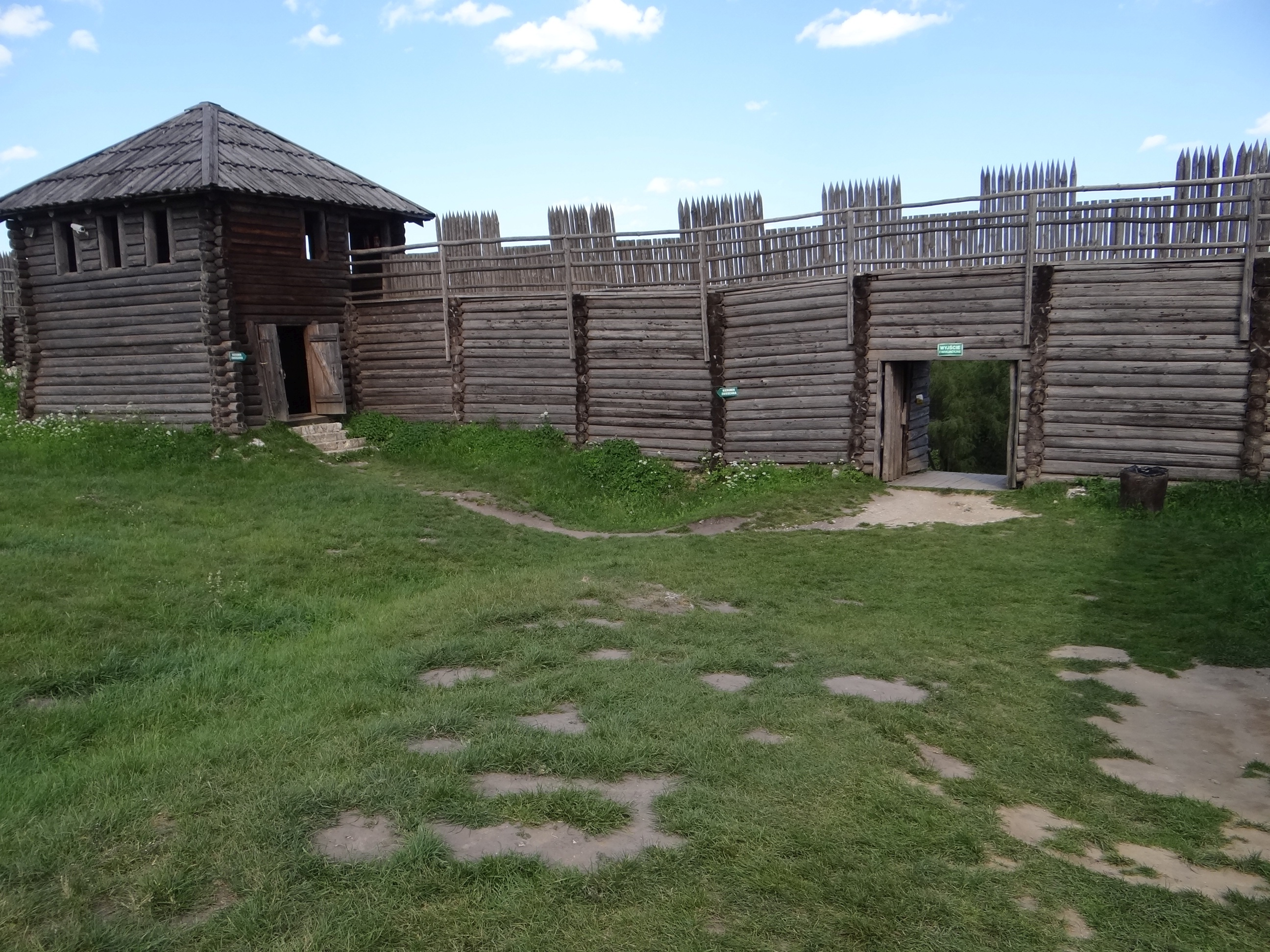
Zrekonstruowane palisady grodziska
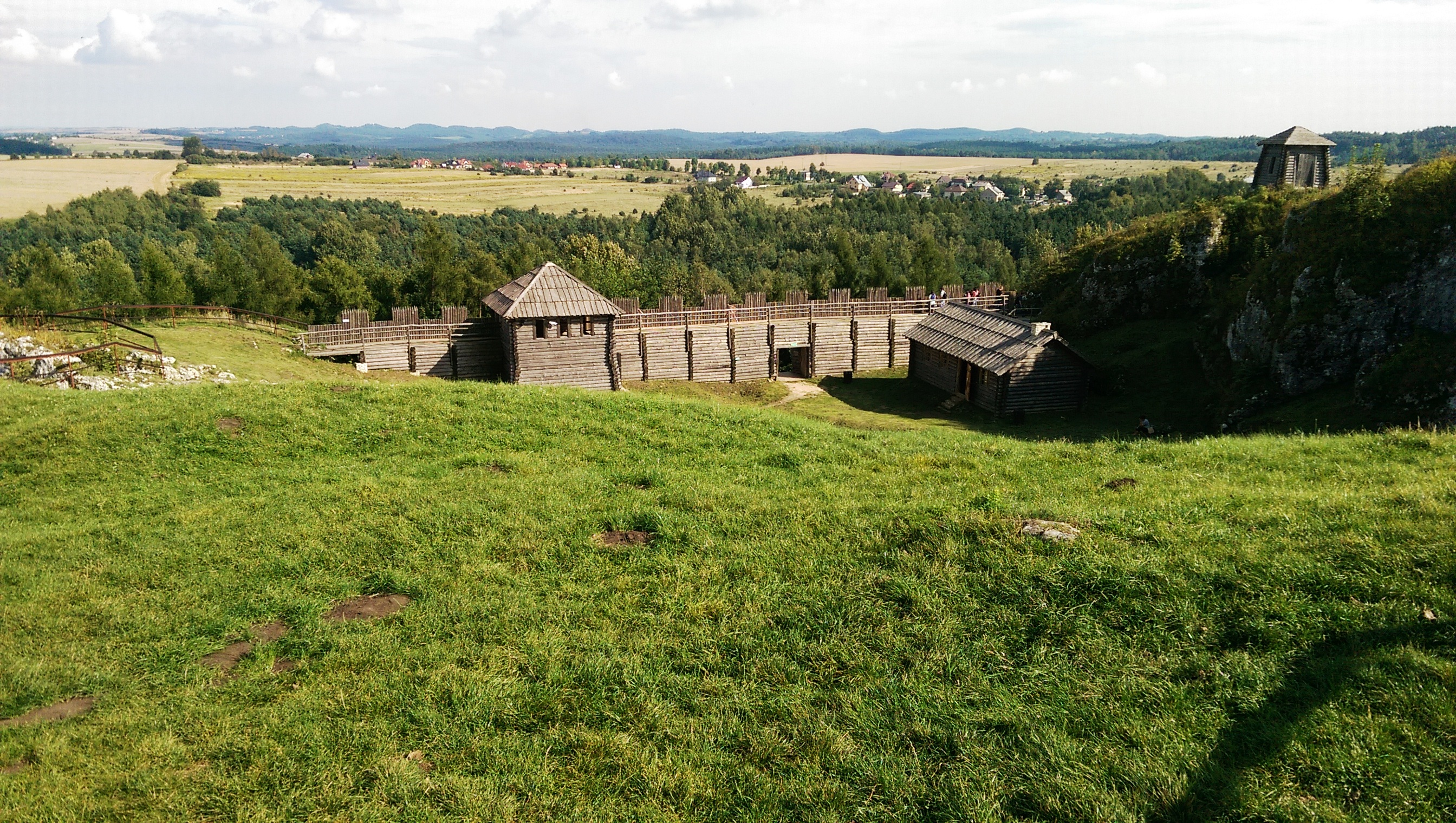
Rekonstrukcja grodziska na Górze Birów
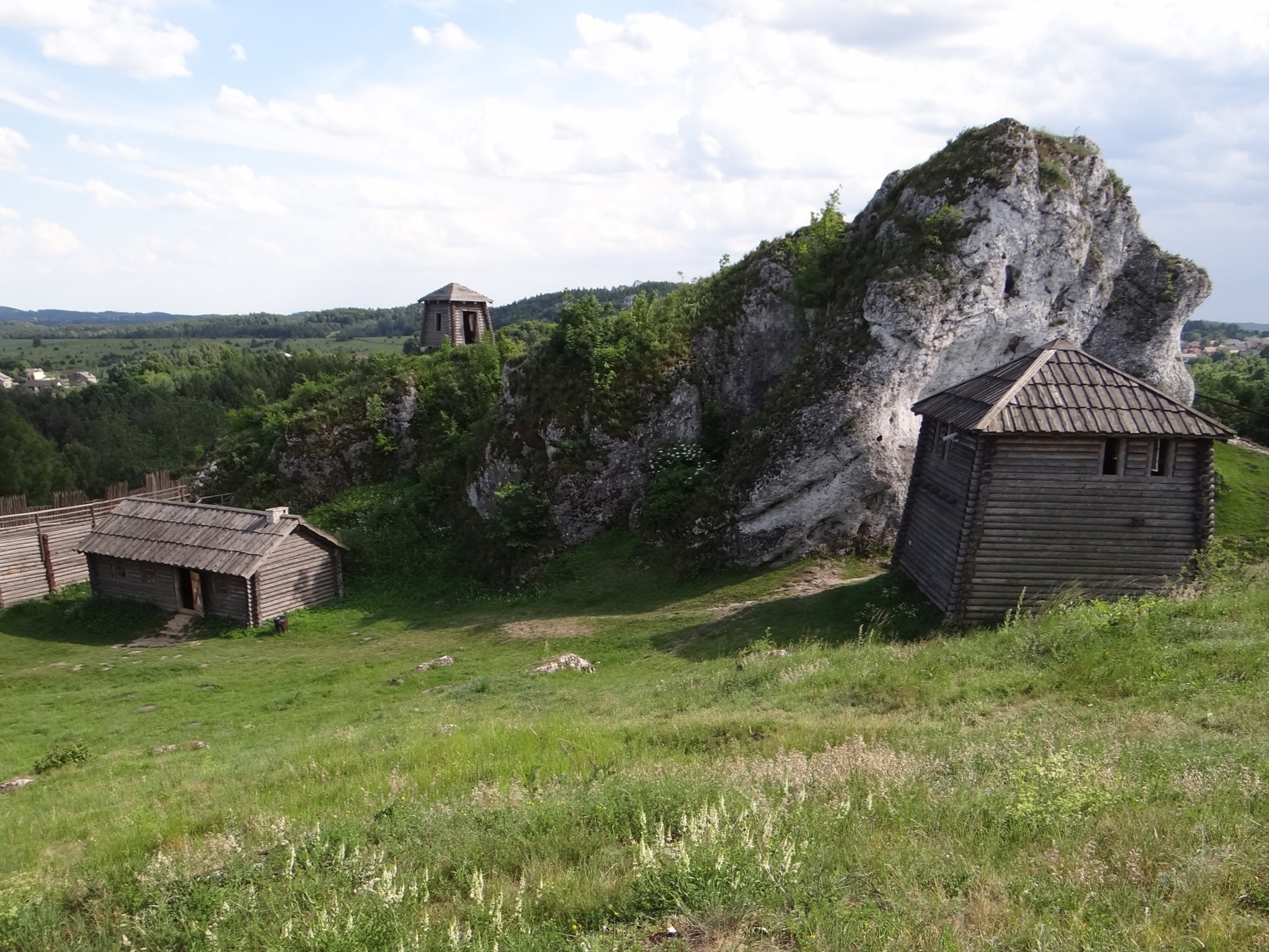
Rekonstrukcja grodziska na Górze Birów
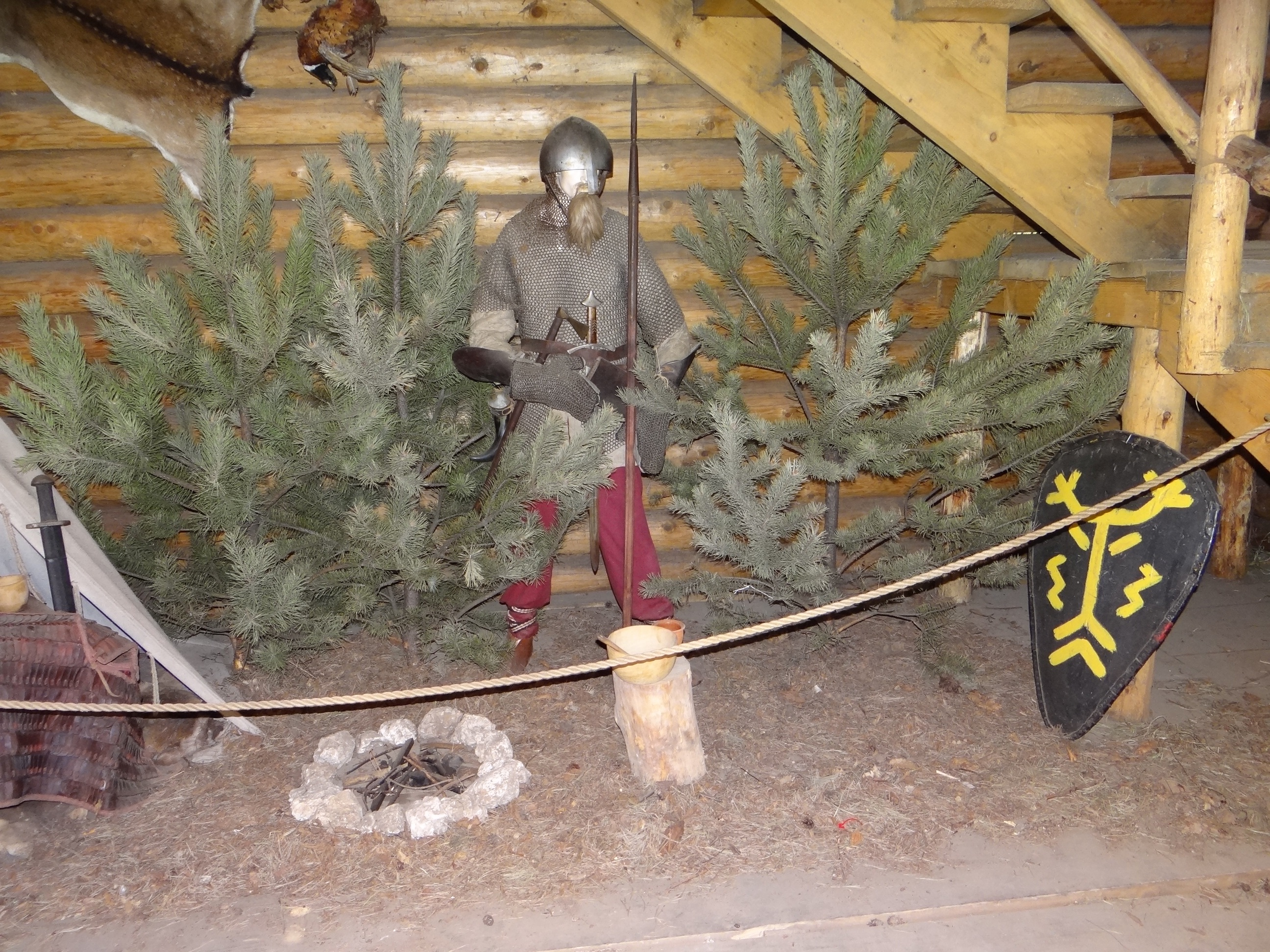
Rekonstrukcja obozowiska wojów